# Winterthur Museum, Garden and Library
Il Winterthur Museum, Garden and Library è un museo del quartiere di Winterthur, nella città di Wilmington nel Delaware, Stati Uniti.
Il museo e la tenuta erano la casa di Henry Francis du Pont (1880–1969), fondatore di Winterthur e importante collezionista di antiquariato e orticoltore.

## Storia
Nel 1951 Henry Francis du Pont fondò l'edificio principale di Winterthur come museo pubblico di arti decorative americane e si trasferì in un edificio più piccolo all'interno della tenuta.
Nel 2019 il museo insieme all'università del Delaware ha avviato il "Poison Book Project" per identificare e catalogare libri noti per contenere sostanze velenose.

## Descrizione
Il museo dispone di 175 sale espositive per periodo con circa 85.000 reperti. La maggior parte di essi è aperta al pubblico con visite guidate per piccoli gruppi. La collezione abbraccia più di due secoli di arti decorative americane, principalmente dal 1640 al 1860, e contiene alcuni dei pezzi più importanti dell'arte e dei mobili americani. La Biblioteca di Winterthur comprende più di 87.000 volumi e manoscritti, con circa 500.000 immagini, per lo più legate alle arti decorative, all'architettura e alla storia americana. La struttura dispone inoltre di un'ampia attrezzatura focalizzata sulla conservazione, la ricerca e l'istruzione.